# Alianza Quechua
La Alianza Quechua (en inglés: Quechua Alliance) es una organización comunitaria para la difusión y celebración de la cultura andina en Estados Unidos. 

## Encuentros Anuales
Desde 2015 la Alianza Quechua celebra un foro anual donde estudiantes, activistas, académicos, y público interesado participan para conocer sobre proyectos innovadores en algunas lenguas quechuas, así también para generar conciencia sobre la relevancia de las lenguas indígenas de las Américas. En cada edición participan unas cien personas de diferentes partes de Estados Unidos.
Las primeras ediciones se realizaron en la Universidad de Pensilvania, en Filadelfia (2015, 2016 y 2018) y también ha sido alojadas en la Universidad de Nueva York en la ciudad de Nueva York (2017), en la Universidad Estatal de Ohio en Columbus (2019) y próximamente en la Universidad de California, Berkeley (2021), área de San Francisco.

## Premios Quechua a la Trayectoria de Vida
Desde 2015 la Alianza Quechua ha entregado reconocimientos a diferentes personalidad que han colaborado con la difusión del Quechua y la cultura andina. Los ganadores incluyen a Clodoaldo Soto Ruiz (2015), Julia García (2016), Kichwa Hatari (2017), Elva Ambía (2018) y Luis Morató (2019).

## Premios al Activismo Quechua en Redes Sociales e Internet
Desde 2020, en colaboración con los programas de Quechua de la Universidad de Pensilvania e Illinos y Ministerio de Cultura (Perú), se crearon estos reconocimientos con la finalidad generar conciencia de la importancia de los derechos lingüísticos de las lenguas originarias y el trabajo de diferentes promotores y educadores que están creando contenido mediante las nuevas plataformas digitales.